# Harald Noack (Politiker, 1945)
Harald Noack (* 24. Juni 1945 in Krögis, Kreis Meißen) ist ein deutscher Politiker (CDU). Von 2003 bis 2008 und von 2011 bis 2013 war er Mitglied des Niedersächsischen Landtages. Er wohnt in Bovenden, ist verheiratet und hat zwei Kinder.

## Ausbildung und Beruf
Nach dem Abitur ging Noack zur Luftwaffe; er brachte es zum Major der Reserve. Er studierte Rechtswissenschaften, Volkswirtschaft und Politikwissenschaft an der Georg-August-Universität Göttingen und erlangte 1975 sein Diplomexamen in Volkswirtschaftslehre. 1974 promovierte er zum Dr. jur. und absolvierte 1978 sein 2. juristisches Staatsexamen. Der Stipendiat der Konrad-Adenauer-Stiftung war während des Studiums Mitglied des Fakultätsrates, des Konzils und des Senates der Georgia Augusta, Mitglied des Studentenrates sowie Vorsitzender des Rings Christlich-Demokratischer Studenten (RCDS) Göttingen. Seit 1978 ist er als Rechtsanwalt, später auch als Notar und Fachanwalt für Steuerrecht in der Sozietät Menge, Vockenberg, Noack & Partner in Göttingen tätig.

## Politik
Seit 1964 ist Noack Mitglied der CDU. Seit 1986 ist er Kreistagsabgeordneter im Landkreis Göttingen und seit 1991 Vorsitzender der dortigen CDU-Fraktion. 2001 wurde er Vorsitzender der gemeinsamen Kreistagsgruppe von CDU und Bündnis 90/Die Grünen. Außerdem war Noack von 1989 bis 2009 Vorsitzender des Göttinger CDU-Kreisverbandes; sein Nachfolger in diesem Amt ist Fritz Güntzler. Noack ist nunmehr Ehrenvorsitzender des Kreisverbandes.
Bei der Landtagswahl 2003 setzte sich Harald Noack im Landkreis Göttingen gegen Thomas Oppermann (SPD) und Stefan Wenzel (Grüne) durch und zog als Direktkandidat in den Niedersächsischen Landtag ein. Dort wurde er Vorsitzender des Ausschusses für Recht und Verfassungsfragen. Landesweit wahrgenommen wurde seine Arbeit vor allem ab 2006, als ihm der Vorsitz des Untersuchungsausschusses zur Aufklärung des Unfalls auf der Transrapid-Versuchsanlage Emsland übertragen wurde. Nach einem Neuzuschnitt der Wahlkreise trat Noack bei der Landtagswahl 2008 im Wahlkreis Göttingen/Münden zur Wiederwahl an. Er verlor gegen Ronald Schminke (SPD) und schied aus dem Landtag aus. Im Jahre 2011 rückte er jedoch für den verstorbenen Reinhold Coenen in den Landtag nach. Zur Landtagswahl 2013 trat er nicht wieder an.

## Sonstiges
Ende 2011 wurde Noack wegen Geldwäsche mit einem Strafbefehl über 90 Tagessätze belegt.